# رافیگانج
رافیگانج (به انگلیسی: Rafiganj) یک منطقهٔ مسکونی در هند است که در بخش اورنگ‌آباد (بیهار) واقع شده‌است. رافیگانج ۱۸ کیلومتر مربع مساحت و ۵۵٬۵۳۶ نفر جمعیت دارد و ۱۰٬۰۰۰ متر بالاتر از سطح دریا واقع شده‌است.